# Mikropropagace rostlin
Mikropropagace rostlin představuje soubor technik in vitro, jejichž cílem je rychlé namnožení (naklonování) rostlinného materiálu. Jedná se o jedny z nejprimitivnějších typů rostlinných explantátů. Nejběžnější techniky jsou:
- kultury vzrostných vrcholů;
- kultury stonkových řízků;
- rozmnožování přímou organogenezí;
- adventivní embryonie.

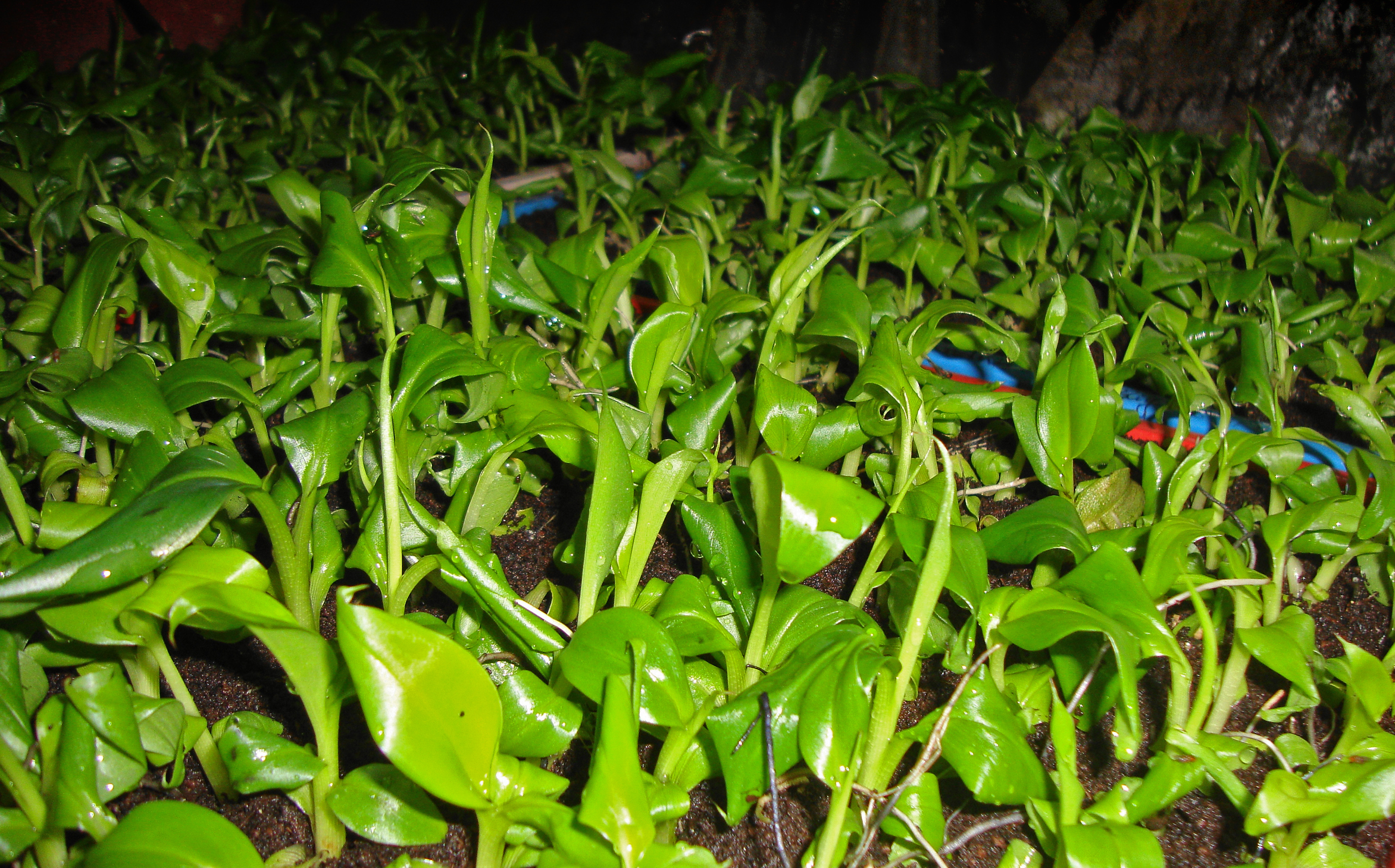
Banana plantlets transferred to soil (with vermicompost) from plant media. This process is done for acclimatization of plantlets to the soil as they were previously grown in plant media. After growing for some days the plantlets are transferred to the field.

Při využívání adventivní embryonie vzniká embryo a z něj celá rostlina z jediné buňky. V praxi samozřejmě není nutné používat jedinou buňku, což je metoda zbytečně obtížná a nejistá. Díky totipotenci rostlinných buněk lze jako první buňku použít téměř jakoukoukoli část rostlinného těla, s výjimkou např. sítkových elementů floému, které jako jediná živá buňka v rostlinném těle neobsahují genetickou informaci, nebo mrtvého xylému, který ji také neobsahuje. Pro adventivní embryonii a tím pro mikropropagaci rostlin je možné využít dokonce i haploidního samčího gametofytu z pylu, čímž vzniknou haploidní rostliny. Pomocí vhodného mitotického jedu lze později nakrátko zablokovat po mitose cytokinezi, čímž dojde ke diploidizaci. Vzniklá diploidní rostlina má stále tytéž geny, které měl rodičovský mikrogametofyt, nyní ovšem zdvojené. Je tedy absolutním homozygotem, nemá žádné lišící se alely. Tyto homozygoti jsou využívání ve šlechtitelství.